# 陈文灼
陈文灼，四川华阳人，清朝政治人物。
咸丰六年（1856年）至咸丰七年（1857），擔任利川知县。